# 진석규
진석규(陳碩圭, 1948년 8월 1일 ~ )는 대한민국의 정치인이다. 제47·48·49대 경상남도 함안군수이다.

## 학력
- 가야초등학교 졸업
- 함안중학교 졸업
- 마산고등학교 졸업
- 경상대학교 농화학 학사 졸업[2]

## 경력
- 함안여자중고등학교 교사
- 향토문화연구소 소장
- 1999.09 ~ 2002.06 제47대 경상남도 함안군수[A]
- 2002.07 ~ 2006.06 제48대 경상남도 함안군수
- 2006.07 ~ 2007.11 제49대 경상남도 함안군수[B]

## 역대 선거 결과
|  | 44.00% |

|  | 73.2% |

|  | 66.62% |

|  | 53.86% |